# Zamiowate

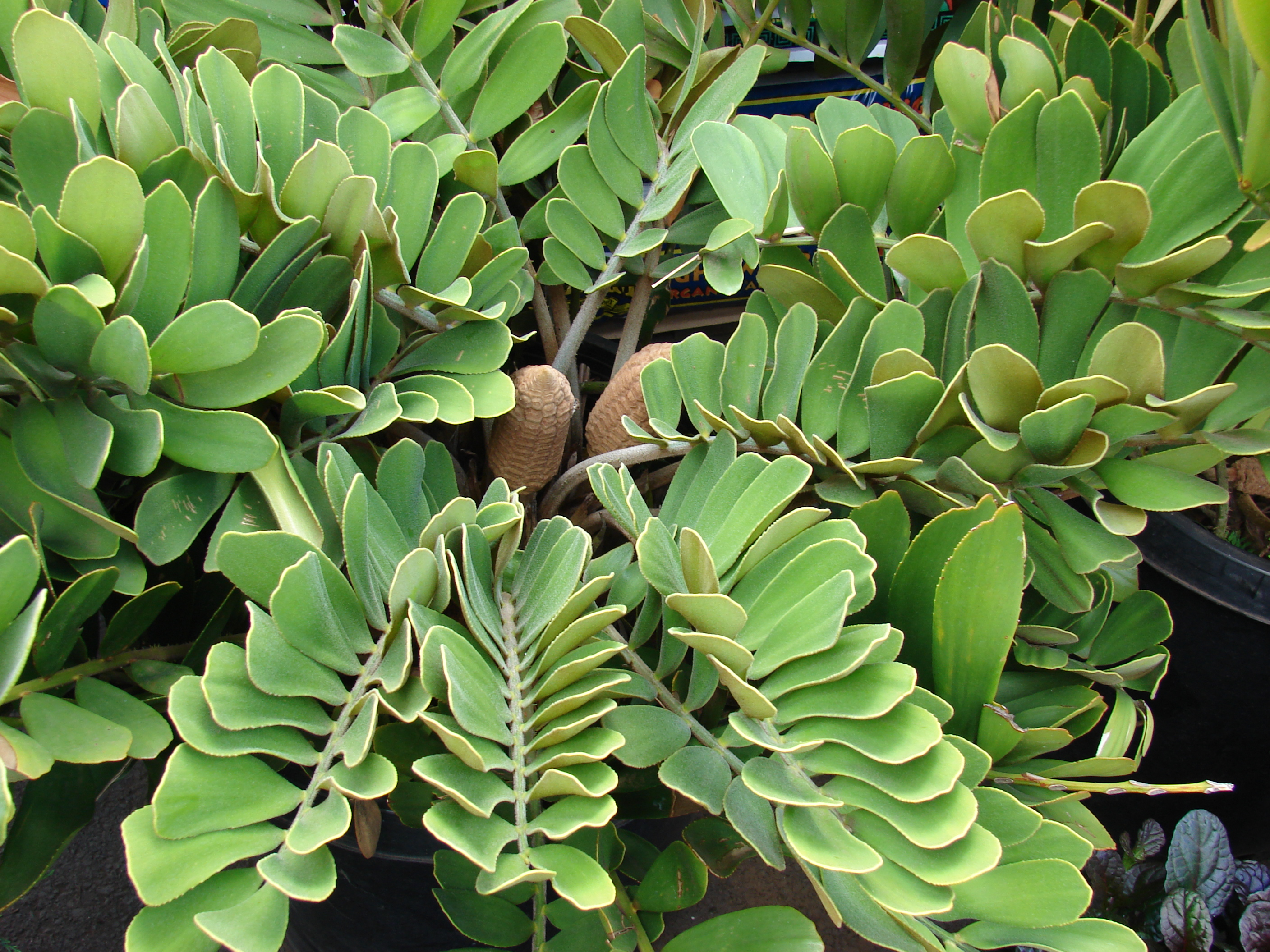
Zamia furfuracea

Zamiowate (Zamiaceae) – rodzina roślin z rzędu sagowców (Cycadales) z klasy sagowcowych. Obejmuje, w zależności od ujęcia, od 9, 10 do 11 rodzajów z ok. 185, 200, 230 gatunkami.
Rośliny te występują w strefie międzyzwrotnikowej na kontynentach amerykańskich, w Afryce i Australii, na tych dwóch ostatnich kontynentach także sięgając w ich południowej części strefy klimatu umiarkowanego. Amerykańskie rodzaje (Ceratozamia, Dioon, Microcycas i Zamia) rosną głównie w Ameryce Środkowej i tylko ten ostatni z nich ma szerszy zasięg sięgając do Florydy na północy i schodząc wzdłuż Andów do Chile. W Afryce rośnie Encephalartos i Stangeria, w Australii – Bowenia, Lepidozamia i Macrozamia. Zamiowate spotykane są w różnych siedliskach – od półpustynnych, po mokradła i wilgotne lasy równikowe.
Znaczenie użytkowe mają dioon jadalny Dioon edule i różne gatunki z rodzaju zgłowień Encephalartos – których nasiona, a w drugim przypadku także wnętrze strobili są spożywane. Po obróbce spożywane jest jako sago także wnętrze pni różnych gatunków. Liście gatunków środkowoamerykańskich wykorzystywane są do dekoracji, zwłaszcza podczas uroczystości religijnych. Jako rośliny ozdobne sadzone są różne gatunki, zwłaszcza z rodzajów Ceratozamia, Encephalartos i Zamia.

## Morfologia

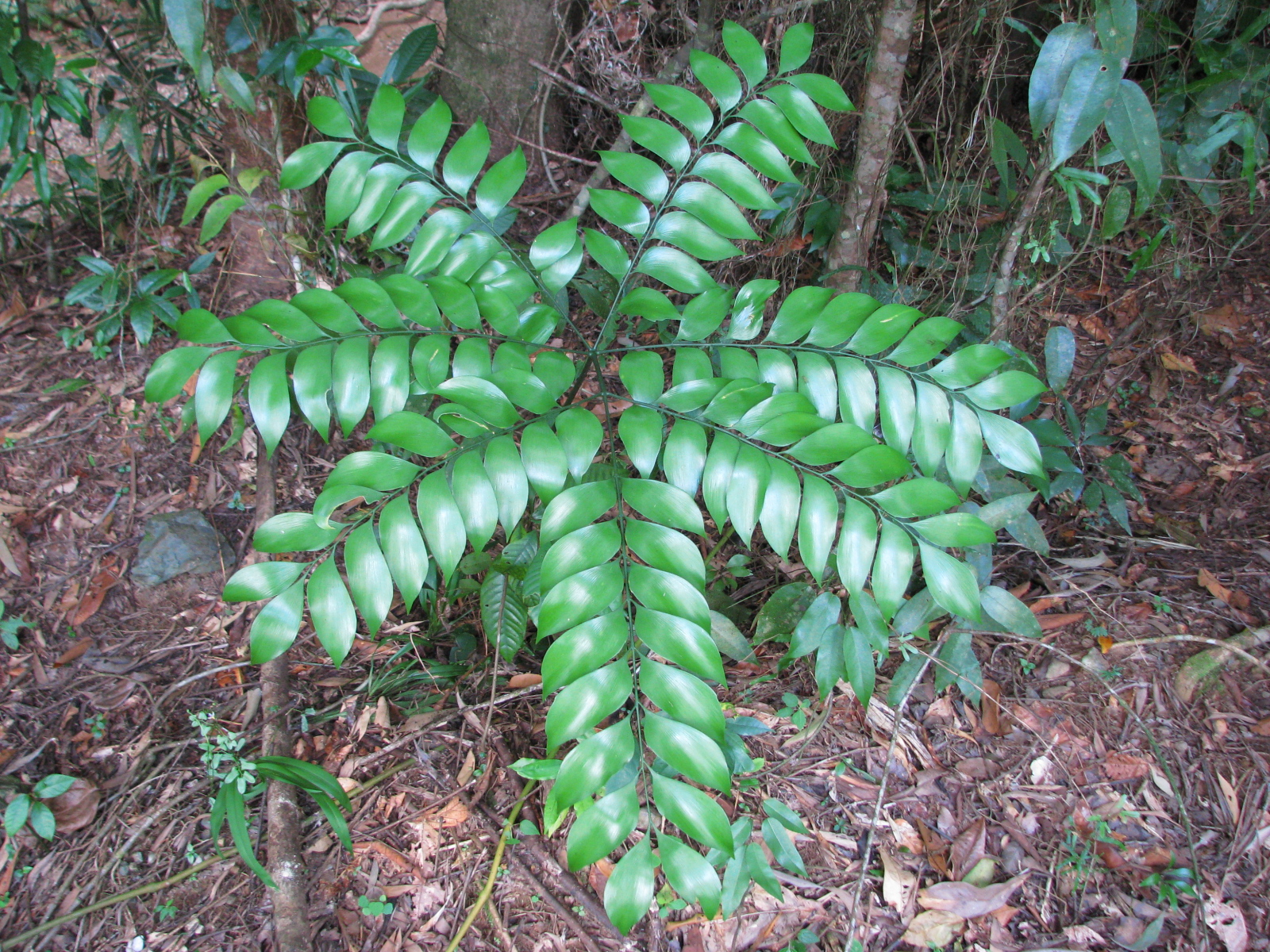
Bowenia spectabilis

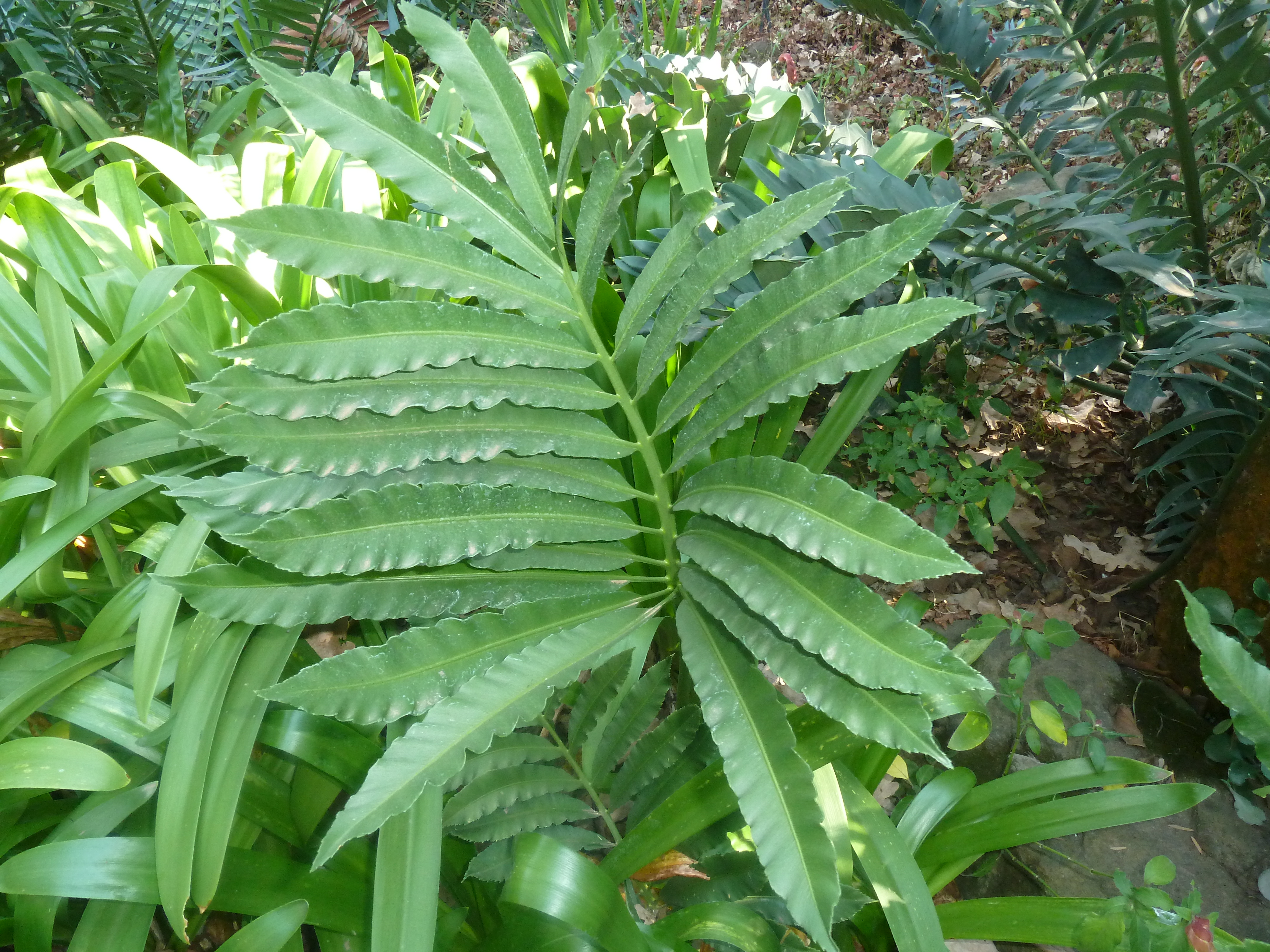
Stangeria eriopus

PokrójRośliny o wyglądzie przypominającym palmy i paprocie (Stangeria odkryta w stanie wegetatywnym opisana została pierwotnie jako gatunek paproci). Ich nierozgałęziony lub nieregularnie rozgałęziający się pęd wyrasta ponad ziemię lub rozwija się pod jej powierzchnią i okryty jest trwałymi nasadami liści. Najwyższe rośliny z tej rodziny należące do australijskiego gatunku Lepidozamia hopei osiągają ponad 18 m (być może nawet do 24 m) wysokości. Meksykański Dioon spinulosum opisywany jest jako mogący osiągać 18 m wysokości. Pień Macrozamia moorei rosnącej do 6 m wysokości, osiągać może 1 m średnicy. Rośliny o pniach podziemnych mają wierzchołek pędu na powierzchni gruntu, przy czym pogrążone mogą być na głębokość do ok. 0,6 m (u Bowenia). Do najmniejszych przedstawicieli rodziny należy Zamia pygmaea o pniu podziemnym osiągającym 25 cm długości i do 3 cm średnicy. Korzenie zamiowatych współżyją z grzybami (mykoryza). Część wykształca trwały korzeń palowy, a u innych zastępowany jest on przez korzenie przybyszowe, zwykle krótkie i bulwiaste. Część z nich ma postać korzeni koralkowych – rosnących ku górze i tworzących siedlisko dla sinic wiążących azot atmosferyczny.
LiścieZ wyjątkiem Bowenia i Stangeria są zróżnicowane na liście łuskowate i asymilacyjne. Liście Bowenia wyróżniają się także tym, że są podwójnie pierzasto złożone, a liście Stangeria mają młode części zwinięte podobnie jak liście paproci i żyłkowanie listków pierzaste, a nie równoległe jak u innych gatunków. Liście wyrastają skrętolegle na szczycie pędu tworząc na nim pióropusz. Są pierzasto złożone, zwykle pojedynczo. Poszczególne liście utrzymują się na roślinie zazwyczaj przez cztery lata. Osiągają od ok. 5 cm długości u Zamia pygmaea do ponad 5 m u Encephalartos. Odpowiednio liczba listków na liściu może wynosić od kilku do ponad 200. U niektórych rodzajów u nasady liści występują wyrostki przypominające przylistki, u wielu roślin listki w dolnej części liścia zredukowane są do dwóch rzędów cierni, a u niektórych gatunków Ceratozamia i Zamia poza tym na ogonku występują dodatkowe kolce. Listki są siedzące lub mają własne ogonki, krótkie lub dłuższe (u Zamia wallisii osiągające do 8 cm długości). Blaszki listków zwykle są równowąskie (u Zamia angustissima do 1 mm szerokości) do jajowatych. Są całobrzegie, płaskie lub podwinięte, ale też u wielu kolczaste lub silnie klapowane. Największe listki u Z. wallisii osiągają 60 cm długości i 17,5 cm szerokości.
Organy zarodnionośneZamiowate są roślinami dwupiennymi.
Mikrospory (zwane u tej grupy już ziarnami pyłku) powstają w mikrosporangiach. Mają one ściany wielowarstwowe, kształt kulisty i powstają w dużej liczbie na dolnej stronie mikrosporofili. Te łuskowate męskie liście zarodnionośne zebrane są po kilka w szyszkowaty mikrostrobil.
Zalążki rozwijają się parami w bocznej pozycji na liściopodobnych lub łuskowatych makrosporofilach (żeńskich liściach zarodnionośnych). Skupiają się one na szczycie pędu w szyszkowate makrostrobile. Same zalążki również są okazałe – osiągają do kilku cm długości. Okryte są masywną ścianką (nucellusem) otoczoną osłonką (integumentem). Zapylenie dokonywane jest za pomocą wiatru (anemogamia) lub za pośrednictwem udziału owadów (entomogamia), wabionych odorem lub ciepłem wytwarzanym przez strobile.

## Systematyka

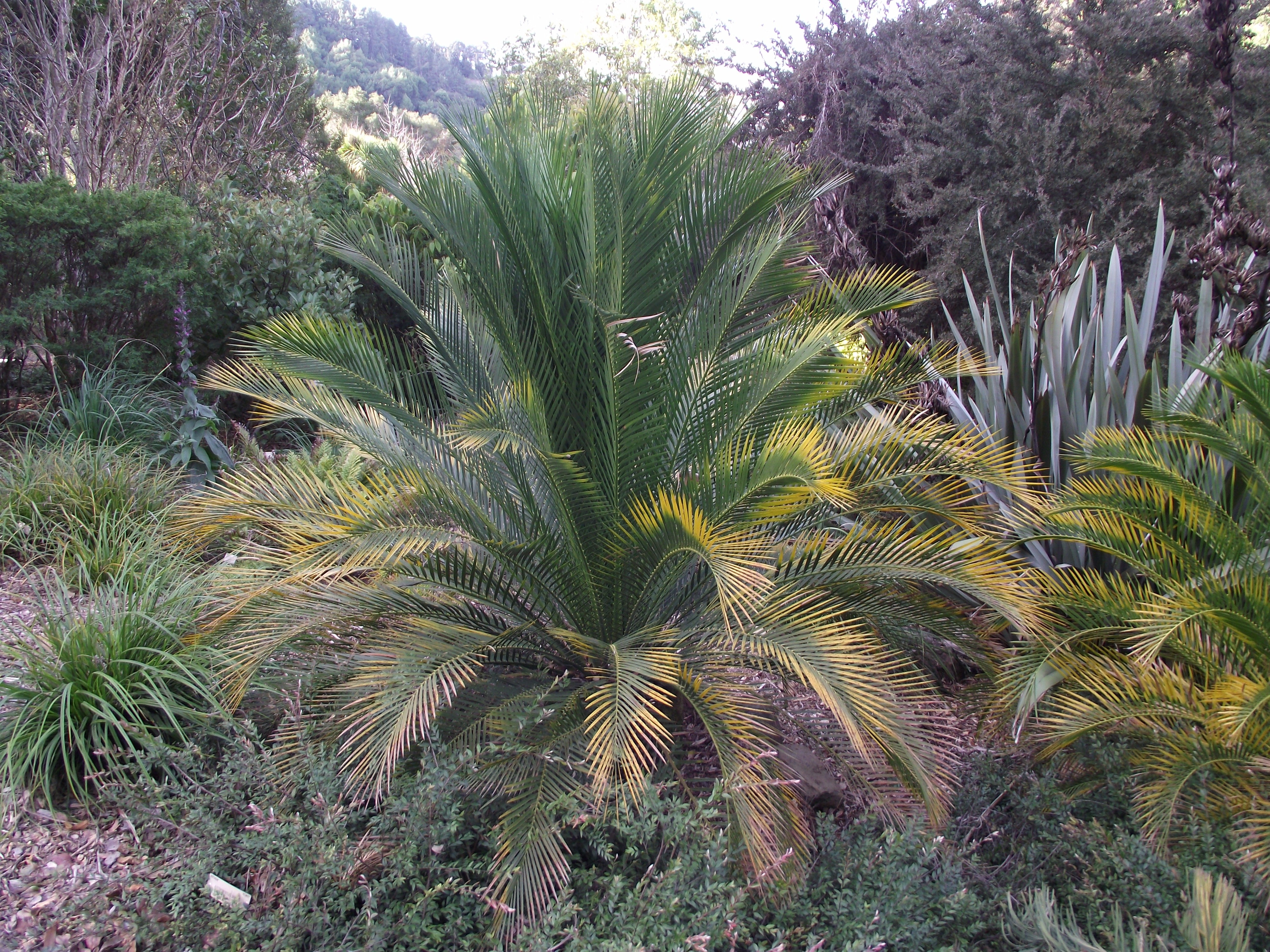
Macrozamia moorei

Pozycja systematyczna i relacje filogenetyczne w obrębie rodziny
Rodzina stanowi grupę siostrzaną względem rodzaju sagowiec Cycas stanowiącego rodzinę sagowcowatych Cycadaceae. Obie rodziny klasyfikowane są do rzędu sagowców Cycadales – jedynego w obrębie klasy sagowcowych Cycadopsida. Stangeria i Bowenia były wyodrębniane jako rodzina Stangeriaceae, jednak okazały się być zagnieżdżone w obrębie Zamiaceae.
Ze względu na liczne cechy budowy łączące te rośliny z paleozoicznymi paprociami nasiennymi są one uznawane za „przeżytki dawnych epok geologicznych”. Ponieważ jednak radiacja ewolucyjna w obrębie tej rodziny zaszła w ciągu minionych 5 milionów lat, zamiowate nie powinny być traktowane jako żywe skamieniałości.
|  | \| \| Lepidozamia \| \| \| \| \| \| Encephalartos – zgłowień, możdżeniec[15] \| \| \| \| |
|  |                                                                                          |
|  | Macrozamia – makrozamia                                                                  |
|  |                                                                                          |
|  | Lepidozamia                                                                              |
|  |                                                                                          |
|  | Encephalartos – zgłowień, możdżeniec                                                     |
|  |                                                                                          |

|  | Lepidozamia                          |
|  |                                      |
|  | Encephalartos – zgłowień, możdżeniec |
|  |                                      |

|  | \| \| Lepidozamia \| \| \| \| \| \| Encephalartos – zgłowień, możdżeniec[15] \| \| \| \| |
|  |                                                                                          |
|  | Macrozamia – makrozamia                                                                  |
|  |                                                                                          |
|  | Lepidozamia                                                                              |
|  |                                                                                          |
|  | Encephalartos – zgłowień, możdżeniec                                                     |
|  |                                                                                          |

|  | Lepidozamia                          |
|  |                                      |
|  | Encephalartos – zgłowień, możdżeniec |
|  |                                      |

|  | \| \| Lepidozamia \| \| \| \| \| \| Encephalartos – zgłowień, możdżeniec[15] \| \| \| \| |
|  |                                                                                          |
|  | Macrozamia – makrozamia                                                                  |
|  |                                                                                          |
|  | Lepidozamia                                                                              |
|  |                                                                                          |
|  | Encephalartos – zgłowień, możdżeniec                                                     |
|  |                                                                                          |

|  | Lepidozamia                          |
|  |                                      |
|  | Encephalartos – zgłowień, możdżeniec |
|  |                                      |

|  | \| \| Lepidozamia \| \| \| \| \| \| Encephalartos – zgłowień, możdżeniec[15] \| \| \| \| |
|  |                                                                                          |
|  | Macrozamia – makrozamia                                                                  |
|  |                                                                                          |
|  | Lepidozamia                                                                              |
|  |                                                                                          |
|  | Encephalartos – zgłowień, możdżeniec                                                     |
|  |                                                                                          |

|  | Lepidozamia                          |
|  |                                      |
|  | Encephalartos – zgłowień, możdżeniec |
|  |                                      |

|  | \| \| Zamia – zamia[18], maczugowiec[15] \| \| \| \| \| \| Microcycas – mikrocykas[19] \| \| \| \| |
|  | |
|  | Ceratozamia – ceratozamia, różyca                                                                  |
|  | |
|  | Zamia – zamia, maczugowiec                                                                         |
|  | |
|  | Microcycas – mikrocykas                                                                            |
|  | |

|  | Zamia – zamia, maczugowiec |
|  |                            |
|  | Microcycas – mikrocykas    |
|  |                            |

|  | \| \| Lepidozamia \| \| \| \| \| \| Encephalartos – zgłowień, możdżeniec[15] \| \| \| \| |
|  |                                                                                          |
|  | Macrozamia – makrozamia                                                                  |
|  |                                                                                          |
|  | Lepidozamia                                                                              |
|  |                                                                                          |
|  | Encephalartos – zgłowień, możdżeniec                                                     |
|  |                                                                                          |

|  | Lepidozamia                          |
|  |                                      |
|  | Encephalartos – zgłowień, możdżeniec |
|  |                                      |

|  | \| \| Lepidozamia \| \| \| \| \| \| Encephalartos – zgłowień, możdżeniec[15] \| \| \| \| |
|  |                                                                                          |
|  | Macrozamia – makrozamia                                                                  |
|  |                                                                                          |
|  | Lepidozamia                                                                              |
|  |                                                                                          |
|  | Encephalartos – zgłowień, możdżeniec                                                     |
|  |                                                                                          |

|  | Lepidozamia                          |
|  |                                      |
|  | Encephalartos – zgłowień, możdżeniec |
|  |                                      |

|  | \| \| Lepidozamia \| \| \| \| \| \| Encephalartos – zgłowień, możdżeniec[15] \| \| \| \| |
|  |                                                                                          |
|  | Macrozamia – makrozamia                                                                  |
|  |                                                                                          |
|  | Lepidozamia                                                                              |
|  |                                                                                          |
|  | Encephalartos – zgłowień, możdżeniec                                                     |
|  |                                                                                          |

|  | Lepidozamia                          |
|  |                                      |
|  | Encephalartos – zgłowień, możdżeniec |
|  |                                      |

|  | \| \| Lepidozamia \| \| \| \| \| \| Encephalartos – zgłowień, możdżeniec[15] \| \| \| \| |
|  |                                                                                          |
|  | Macrozamia – makrozamia                                                                  |
|  |                                                                                          |
|  | Lepidozamia                                                                              |
|  |                                                                                          |
|  | Encephalartos – zgłowień, możdżeniec                                                     |
|  |                                                                                          |

|  | Lepidozamia                          |
|  |                                      |
|  | Encephalartos – zgłowień, możdżeniec |
|  |                                      |

|  | \| \| Zamia – zamia[18], maczugowiec[15] \| \| \| \| \| \| Microcycas – mikrocykas[19] \| \| \| \| |
|  | |
|  | Ceratozamia – ceratozamia, różyca                                                                  |
|  | |
|  | Zamia – zamia, maczugowiec                                                                         |
|  | |
|  | Microcycas – mikrocykas                                                                            |
|  | |

|  | Zamia – zamia, maczugowiec |
|  |                            |
|  | Microcycas – mikrocykas    |
|  |                            |

|  | \| \| Lepidozamia \| \| \| \| \| \| Encephalartos – zgłowień, możdżeniec[15] \| \| \| \| |
|  |                                                                                          |
|  | Macrozamia – makrozamia                                                                  |
|  |                                                                                          |
|  | Lepidozamia                                                                              |
|  |                                                                                          |
|  | Encephalartos – zgłowień, możdżeniec                                                     |
|  |                                                                                          |

|  | Lepidozamia                          |
|  |                                      |
|  | Encephalartos – zgłowień, możdżeniec |
|  |                                      |

|  | \| \| Lepidozamia \| \| \| \| \| \| Encephalartos – zgłowień, możdżeniec[15] \| \| \| \| |
|  |                                                                                          |
|  | Macrozamia – makrozamia                                                                  |
|  |                                                                                          |
|  | Lepidozamia                                                                              |
|  |                                                                                          |
|  | Encephalartos – zgłowień, możdżeniec                                                     |
|  |                                                                                          |

|  | Lepidozamia                          |
|  |                                      |
|  | Encephalartos – zgłowień, możdżeniec |
|  |                                      |

|  | \| \| Lepidozamia \| \| \| \| \| \| Encephalartos – zgłowień, możdżeniec[15] \| \| \| \| |
|  |                                                                                          |
|  | Macrozamia – makrozamia                                                                  |
|  |                                                                                          |
|  | Lepidozamia                                                                              |
|  |                                                                                          |
|  | Encephalartos – zgłowień, możdżeniec                                                     |
|  |                                                                                          |

|  | Lepidozamia                          |
|  |                                      |
|  | Encephalartos – zgłowień, możdżeniec |
|  |                                      |

|  | \| \| Lepidozamia \| \| \| \| \| \| Encephalartos – zgłowień, możdżeniec[15] \| \| \| \| |
|  |                                                                                          |
|  | Macrozamia – makrozamia                                                                  |
|  |                                                                                          |
|  | Lepidozamia                                                                              |
|  |                                                                                          |
|  | Encephalartos – zgłowień, możdżeniec                                                     |
|  |                                                                                          |

|  | Lepidozamia                          |
|  |                                      |
|  | Encephalartos – zgłowień, możdżeniec |
|  |                                      |

|  | \| \| Zamia – zamia[18], maczugowiec[15] \| \| \| \| \| \| Microcycas – mikrocykas[19] \| \| \| \| |
|  | |
|  | Ceratozamia – ceratozamia, różyca                                                                  |
|  | |
|  | Zamia – zamia, maczugowiec                                                                         |
|  | |
|  | Microcycas – mikrocykas                                                                            |
|  | |

|  | Zamia – zamia, maczugowiec |
|  |                            |
|  | Microcycas – mikrocykas    |
|  |                            |

|  | \| \| Lepidozamia \| \| \| \| \| \| Encephalartos – zgłowień, możdżeniec[15] \| \| \| \| |
|  |                                                                                          |
|  | Macrozamia – makrozamia                                                                  |
|  |                                                                                          |
|  | Lepidozamia                                                                              |
|  |                                                                                          |
|  | Encephalartos – zgłowień, możdżeniec                                                     |
|  |                                                                                          |

|  | Lepidozamia                          |
|  |                                      |
|  | Encephalartos – zgłowień, możdżeniec |
|  |                                      |

|  | \| \| Lepidozamia \| \| \| \| \| \| Encephalartos – zgłowień, możdżeniec[15] \| \| \| \| |
|  |                                                                                          |
|  | Macrozamia – makrozamia                                                                  |
|  |                                                                                          |
|  | Lepidozamia                                                                              |
|  |                                                                                          |
|  | Encephalartos – zgłowień, możdżeniec                                                     |
|  |                                                                                          |

|  | Lepidozamia                          |
|  |                                      |
|  | Encephalartos – zgłowień, możdżeniec |
|  |                                      |

|  | \| \| Lepidozamia \| \| \| \| \| \| Encephalartos – zgłowień, możdżeniec[15] \| \| \| \| |
|  |                                                                                          |
|  | Macrozamia – makrozamia                                                                  |
|  |                                                                                          |
|  | Lepidozamia                                                                              |
|  |                                                                                          |
|  | Encephalartos – zgłowień, możdżeniec                                                     |
|  |                                                                                          |

|  | Lepidozamia                          |
|  |                                      |
|  | Encephalartos – zgłowień, możdżeniec |
|  |                                      |

|  | \| \| Lepidozamia \| \| \| \| \| \| Encephalartos – zgłowień, możdżeniec[15] \| \| \| \| |
|  |                                                                                          |
|  | Macrozamia – makrozamia                                                                  |
|  |                                                                                          |
|  | Lepidozamia                                                                              |
|  |                                                                                          |
|  | Encephalartos – zgłowień, możdżeniec                                                     |
|  |                                                                                          |

|  | Lepidozamia                          |
|  |                                      |
|  | Encephalartos – zgłowień, możdżeniec |
|  |                                      |

|  | \| \| Zamia – zamia[18], maczugowiec[15] \| \| \| \| \| \| Microcycas – mikrocykas[19] \| \| \| \| |
|  | |
|  | Ceratozamia – ceratozamia, różyca                                                                  |
|  | |
|  | Zamia – zamia, maczugowiec                                                                         |
|  | |
|  | Microcycas – mikrocykas                                                                            |
|  | |

|  | Zamia – zamia, maczugowiec |
|  |                            |
|  | Microcycas – mikrocykas    |
|  |                            |

|  | \| \| Lepidozamia \| \| \| \| \| \| Encephalartos – zgłowień, możdżeniec[15] \| \| \| \| |
|  |                                                                                          |
|  | Macrozamia – makrozamia                                                                  |
|  |                                                                                          |
|  | Lepidozamia                                                                              |
|  |                                                                                          |
|  | Encephalartos – zgłowień, możdżeniec                                                     |
|  |                                                                                          |

|  | Lepidozamia                          |
|  |                                      |
|  | Encephalartos – zgłowień, możdżeniec |
|  |                                      |

|  | \| \| Lepidozamia \| \| \| \| \| \| Encephalartos – zgłowień, możdżeniec[15] \| \| \| \| |
|  |                                                                                          |
|  | Macrozamia – makrozamia                                                                  |
|  |                                                                                          |
|  | Lepidozamia                                                                              |
|  |                                                                                          |
|  | Encephalartos – zgłowień, możdżeniec                                                     |
|  |                                                                                          |

|  | Lepidozamia                          |
|  |                                      |
|  | Encephalartos – zgłowień, możdżeniec |
|  |                                      |

|  | \| \| Lepidozamia \| \| \| \| \| \| Encephalartos – zgłowień, możdżeniec[15] \| \| \| \| |
|  |                                                                                          |
|  | Macrozamia – makrozamia                                                                  |
|  |                                                                                          |
|  | Lepidozamia                                                                              |
|  |                                                                                          |
|  | Encephalartos – zgłowień, możdżeniec                                                     |
|  |                                                                                          |

|  | Lepidozamia                          |
|  |                                      |
|  | Encephalartos – zgłowień, możdżeniec |
|  |                                      |

|  | \| \| Lepidozamia \| \| \| \| \| \| Encephalartos – zgłowień, możdżeniec[15] \| \| \| \| |
|  |                                                                                          |
|  | Macrozamia – makrozamia                                                                  |
|  |                                                                                          |
|  | Lepidozamia                                                                              |
|  |                                                                                          |
|  | Encephalartos – zgłowień, możdżeniec                                                     |
|  |                                                                                          |

|  | Lepidozamia                          |
|  |                                      |
|  | Encephalartos – zgłowień, możdżeniec |
|  |                                      |

|  | \| \| Zamia – zamia[18], maczugowiec[15] \| \| \| \| \| \| Microcycas – mikrocykas[19] \| \| \| \| |
|  | |
|  | Ceratozamia – ceratozamia, różyca                                                                  |
|  | |
|  | Zamia – zamia, maczugowiec                                                                         |
|  | |
|  | Microcycas – mikrocykas                                                                            |
|  | |

|  | Zamia – zamia, maczugowiec |
|  |                            |
|  | Microcycas – mikrocykas    |
|  |                            |

|  | \| \| Lepidozamia \| \| \| \| \| \| Encephalartos – zgłowień, możdżeniec[15] \| \| \| \| |
|  |                                                                                          |
|  | Macrozamia – makrozamia                                                                  |
|  |                                                                                          |
|  | Lepidozamia                                                                              |
|  |                                                                                          |
|  | Encephalartos – zgłowień, możdżeniec                                                     |
|  |                                                                                          |

|  | Lepidozamia                          |
|  |                                      |
|  | Encephalartos – zgłowień, możdżeniec |
|  |                                      |

|  | \| \| Lepidozamia \| \| \| \| \| \| Encephalartos – zgłowień, możdżeniec[15] \| \| \| \| |
|  |                                                                                          |
|  | Macrozamia – makrozamia                                                                  |
|  |                                                                                          |
|  | Lepidozamia                                                                              |
|  |                                                                                          |
|  | Encephalartos – zgłowień, możdżeniec                                                     |
|  |                                                                                          |

|  | Lepidozamia                          |
|  |                                      |
|  | Encephalartos – zgłowień, możdżeniec |
|  |                                      |

|  | \| \| Lepidozamia \| \| \| \| \| \| Encephalartos – zgłowień, możdżeniec[15] \| \| \| \| |
|  |                                                                                          |
|  | Macrozamia – makrozamia                                                                  |
|  |                                                                                          |
|  | Lepidozamia                                                                              |
|  |                                                                                          |
|  | Encephalartos – zgłowień, możdżeniec                                                     |
|  |                                                                                          |

|  | Lepidozamia                          |
|  |                                      |
|  | Encephalartos – zgłowień, możdżeniec |
|  |                                      |

|  | \| \| Lepidozamia \| \| \| \| \| \| Encephalartos – zgłowień, możdżeniec[15] \| \| \| \| |
|  |                                                                                          |
|  | Macrozamia – makrozamia                                                                  |
|  |                                                                                          |
|  | Lepidozamia                                                                              |
|  |                                                                                          |
|  | Encephalartos – zgłowień, możdżeniec                                                     |
|  |                                                                                          |

|  | Lepidozamia                          |
|  |                                      |
|  | Encephalartos – zgłowień, możdżeniec |
|  |                                      |

|  | \| \| Zamia – zamia[18], maczugowiec[15] \| \| \| \| \| \| Microcycas – mikrocykas[19] \| \| \| \| |
|  | |
|  | Ceratozamia – ceratozamia, różyca                                                                  |
|  | |
|  | Zamia – zamia, maczugowiec                                                                         |
|  | |
|  | Microcycas – mikrocykas                                                                            |
|  | |

|  | Zamia – zamia, maczugowiec |
|  |                            |
|  | Microcycas – mikrocykas    |
|  |                            |

|  | \| \| Lepidozamia \| \| \| \| \| \| Encephalartos – zgłowień, możdżeniec[15] \| \| \| \| |
|  |                                                                                          |
|  | Macrozamia – makrozamia                                                                  |
|  |                                                                                          |
|  | Lepidozamia                                                                              |
|  |                                                                                          |
|  | Encephalartos – zgłowień, możdżeniec                                                     |
|  |                                                                                          |

|  | Lepidozamia                          |
|  |                                      |
|  | Encephalartos – zgłowień, możdżeniec |
|  |                                      |

|  | \| \| Lepidozamia \| \| \| \| \| \| Encephalartos – zgłowień, możdżeniec[15] \| \| \| \| |
|  |                                                                                          |
|  | Macrozamia – makrozamia                                                                  |
|  |                                                                                          |
|  | Lepidozamia                                                                              |
|  |                                                                                          |
|  | Encephalartos – zgłowień, możdżeniec                                                     |
|  |                                                                                          |

|  | Lepidozamia                          |
|  |                                      |
|  | Encephalartos – zgłowień, możdżeniec |
|  |                                      |

|  | \| \| Lepidozamia \| \| \| \| \| \| Encephalartos – zgłowień, możdżeniec[15] \| \| \| \| |
|  |                                                                                          |
|  | Macrozamia – makrozamia                                                                  |
|  |                                                                                          |
|  | Lepidozamia                                                                              |
|  |                                                                                          |
|  | Encephalartos – zgłowień, możdżeniec                                                     |
|  |                                                                                          |

|  | Lepidozamia                          |
|  |                                      |
|  | Encephalartos – zgłowień, możdżeniec |
|  |                                      |

|  | \| \| Lepidozamia \| \| \| \| \| \| Encephalartos – zgłowień, możdżeniec[15] \| \| \| \| |
|  |                                                                                          |
|  | Macrozamia – makrozamia                                                                  |
|  |                                                                                          |
|  | Lepidozamia                                                                              |
|  |                                                                                          |
|  | Encephalartos – zgłowień, możdżeniec                                                     |
|  |                                                                                          |

|  | Lepidozamia                          |
|  |                                      |
|  | Encephalartos – zgłowień, możdżeniec |
|  |                                      |

|  | \| \| Zamia – zamia[18], maczugowiec[15] \| \| \| \| \| \| Microcycas – mikrocykas[19] \| \| \| \| |
|  | |
|  | Ceratozamia – ceratozamia, różyca                                                                  |
|  | |
|  | Zamia – zamia, maczugowiec                                                                         |
|  | |
|  | Microcycas – mikrocykas                                                                            |
|  | |

|  | Zamia – zamia, maczugowiec |
|  |                            |
|  | Microcycas – mikrocykas    |
|  |                            |

|  | \| \| Lepidozamia \| \| \| \| \| \| Encephalartos – zgłowień, możdżeniec[15] \| \| \| \| |
|  |                                                                                          |
|  | Macrozamia – makrozamia                                                                  |
|  |                                                                                          |
|  | Lepidozamia                                                                              |
|  |                                                                                          |
|  | Encephalartos – zgłowień, możdżeniec                                                     |
|  |                                                                                          |

|  | Lepidozamia                          |
|  |                                      |
|  | Encephalartos – zgłowień, możdżeniec |
|  |                                      |

|  | \| \| Lepidozamia \| \| \| \| \| \| Encephalartos – zgłowień, możdżeniec[15] \| \| \| \| |
|  |                                                                                          |
|  | Macrozamia – makrozamia                                                                  |
|  |                                                                                          |
|  | Lepidozamia                                                                              |
|  |                                                                                          |
|  | Encephalartos – zgłowień, możdżeniec                                                     |
|  |                                                                                          |

|  | Lepidozamia                          |
|  |                                      |
|  | Encephalartos – zgłowień, możdżeniec |
|  |                                      |

|  | \| \| Lepidozamia \| \| \| \| \| \| Encephalartos – zgłowień, możdżeniec[15] \| \| \| \| |
|  |                                                                                          |
|  | Macrozamia – makrozamia                                                                  |
|  |                                                                                          |
|  | Lepidozamia                                                                              |
|  |                                                                                          |
|  | Encephalartos – zgłowień, możdżeniec                                                     |
|  |                                                                                          |

|  | Lepidozamia                          |
|  |                                      |
|  | Encephalartos – zgłowień, możdżeniec |
|  |                                      |

|  | \| \| Lepidozamia \| \| \| \| \| \| Encephalartos – zgłowień, możdżeniec[15] \| \| \| \| |
|  |                                                                                          |
|  | Macrozamia – makrozamia                                                                  |
|  |                                                                                          |
|  | Lepidozamia                                                                              |
|  |                                                                                          |
|  | Encephalartos – zgłowień, możdżeniec                                                     |
|  |                                                                                          |

|  | Lepidozamia                          |
|  |                                      |
|  | Encephalartos – zgłowień, możdżeniec |
|  |                                      |

|  | \| \| Zamia – zamia[18], maczugowiec[15] \| \| \| \| \| \| Microcycas – mikrocykas[19] \| \| \| \| |
|  | |
|  | Ceratozamia – ceratozamia, różyca                                                                  |
|  | |
|  | Zamia – zamia, maczugowiec                                                                         |
|  | |
|  | Microcycas – mikrocykas                                                                            |
|  | |

|  | Zamia – zamia, maczugowiec |
|  |                            |
|  | Microcycas – mikrocykas    |
|  |                            |

Wykaz rodzajów wg Plants of the World online
- Bowenia Hook.
- Ceratozamia Brongn. – ceratozamia, różyca
- Dioon Lindl. – dioon, głąbiec
- Encephalartos Lehm. – zgłowień
- Lepidozamia Regel
- Macrozamia Miq. – makrozamia
- Microcycas (Miq.) A.DC. – mikrocykas
- Stangeria T.Moore – stangeria
- Zamia L. – zamia